# 仙台市立西多賀中学校
仙台市立西多賀中学校（せんだいしりつ にしたがちゅうがっこう）は宮城県仙台市太白区西多賀三丁目にある公立中学校である。

## 沿革
- 1952年7月14日 - 仙台市立長町中学校の西多賀分校として開校
- 1953年2月1日 - 独立し、仙台市立西多賀中学校となる
- 2002年11月1日 - 創立50周年記念式典開催

## 学区
- 金剛沢、八木山南、上野山、芦口、西多賀の各小学校学区[1]

## 出身者
- 石塚忠 - 日本の技術者、実業家。日揮株式会社代表取締役社長。
- 井上純 - 元プロ野球選手
- 岩井俊二 - 映画監督
- 奥田実紀 - フリーライター
- 加藤政義 - プロ野球選手
- 庄子春男 - 元プロサッカー選手、GM（ベガルタ仙台）